# John McGrane
John McGrane (Glasgow, Escocia; 12 de octubre de 1952) es un exjugador de fútbol escocés-canadiense que jugó como defensor.

## Trayectoria
En 1974, se mudó a la Columbia Británica para estudiar en la Universidad Simon Fraser y fue nombrado el Jugador Más Valioso de la NAIA en su primera temporada. Al año siguiente, fue nombrado en el primer equipo All-American de NAIC.
Comenzó su carrera profesional con el club Hamilton City de la Canadian National Soccer League y se unió a un equipo de la North American Soccer League, que fue Los Angeles Aztecs en 1977.
En 1981, se unió al Montreal Manic y pasó jugando fútbol sala y al aire libre. En 1983, se unió al Chicago Sting para la temporada bajo techo y posteriormente se mudó al Minnesota Strikers un año después antes de retirarse en 1985.

## Selección nacional
Después de ser visto jugar en la Universidad Simon Fraser, representó a Canadá en los Juegos Olímpicos de Verano de 1976 en Montreal, donde en ambos juegos fue delantero.

### Participaciones en Juegos Olímpicos
| Torneo                   | Sede     | Resultado    |
| ------------------------ | -------- | ------------ |
| Juegos Olímpicos de 1976 | Montreal | Primera fase |

## Clubes
| Club               | País           | Año       |
| ------------------ | -------------- | --------- |
| Hamilton City      | Canadá         | 1975-1976 |
| Los Angeles Aztecs | Estados Unidos | 1977-1981 |
| Montreal Manic     | Canadá         | 1981-1983 |
| Chicago Sting      | Estados Unidos | 1983-1984 |
| Minesota Strikers  | Estados Unidos | 1984-1985 |